# Уолтър Ф. Мондейл
Уолтър Фредерик Мондейл (на английски: Walter Frederick Mondale) е американски политик и бивш вицепрезидент на САЩ.

## Кариера
През 1976 г. Джими Картър, кандидатът на демократите за президент, избра Мондейл за свой вицепрезидент. Тандемът Картър/Мондейл побеждават президента Джералд Форд и неговият кандидат за вицепрезидент, Боб Доул. Времето на Картър и Мондейл е помрачено от влошаващата се икономика и въпреки че и двамата бяха силни фигури от Демократическата партия, те загубиха изборите през 1980 г. от републиканците Роналд Рейгън и Джордж Хърбърт Уокър Буш. През 1984 г. Мондейл спечели номинацията на демократите но бива победен от президента Рейгън.
След поражението си от Рейгън, Мондейл се присъединява към базираната в Минесота адвокатска кантора Дорси и Уитни и Националния демократичен институт за международни отношения (1986 – 93). Президентът Бил Клинтън назначава бившия вицепрезидент Мондейл за посланик в Япония през 1993 г. Той се оттегля през 1996 г. През 2002 г. Мондейл се кандидатира отново за сенатор след като преди 26 години е напуснал Сената. Той се съгласява да бъде заместник в последната минута на сенатора-демократ Пол Уелстоун, който беше убит при самолетна катастрофа две седмици преди изборите. Мондейл обаче загуби тази надпревара. След това се завръща в Дорси и Уитни и остава активен в Демократическата партия. По-късно Мондейл зае позиция на непълно работно време, обучение в Университета на Минесота „Хюбърт Хъмфри“ Факултет по обществени науки.